# Essieu

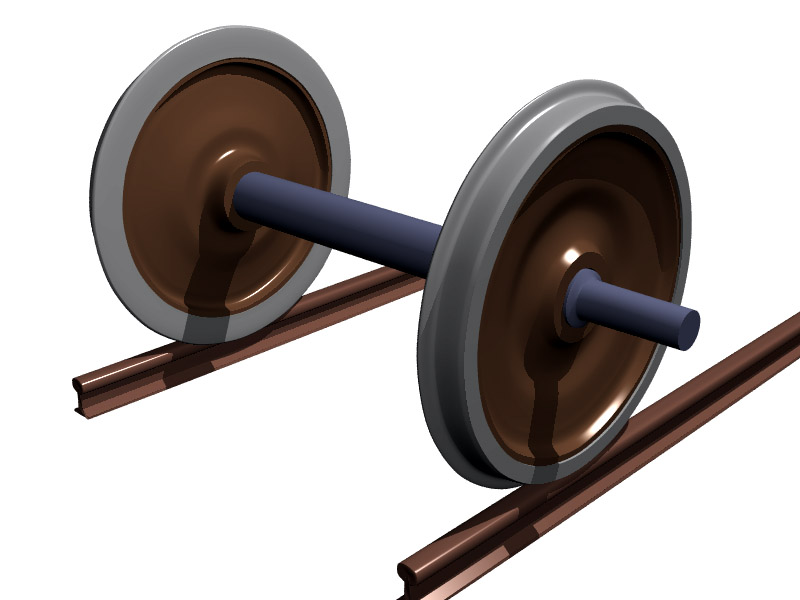
Un essieu ferroviaire posé sur ses rails.

L'essieu (mot dérivé de axe) est un ensemble mécanique constitué de deux roues et d'un axe transversal.
Pour des raisons historiques, le terme couvre plusieurs variantes :
- l'essieu hippomobile, rigide et portant à ses extrémités les moyeux des roues ;
- l'essieu de chemin de fer, ensemble rigide, et sa variante automobile, le pont rigide ;
- de façon plus générale, le dispositif mécanique d'un véhicule à roues les liant entre elles par leurs moyeux. Cet ensemble peut être articulé, comme l'essieu De Dion.

## Automobile
En technique automobile, l'essieu rigide a été prépondérant jusque dans les années 1930 mais subsiste toujours sur beaucoup de véhicules en particulier les utilitaires de grandes dimensions. La distance séparant l’« essieu avant » de l’« essieu arrière » est appelé l'empattement. La voie est la distance entre les deux roues d'un même essieu, prise au centre de la surface de contact du pneu sur le sol. 
Au départ, on ne cumulait jamais sur le même essieu les deux fonctions de direction et de motricité par souci de simplicité :
- ainsi sur un véhicule standard, l'essieu avant assure la direction : hormis la solution de l'essieu pivotant, il est plus souvent complété par des porte-fusées orientés à l'aide du mécanisme actionné par le volant ;
- l'essieu arrière assure la propulsion : il comporte donc un mécanisme chargé de transmettre le couple moteur aux roues arrière : c'est la transmission ou pont ; il est désigné par le terme « essieu moteur ».

Pour dépasser la charge limite par essieu, les véhicules lourds peuvent multiplier leurs essieux aussi bien moteurs que porteurs. On parle alors d' « essieux jumelés ». Une autre variante est le pont-portique pour les véhicules tout-terrain, qui améliore la garde au sol.
Face aux défauts de tenue de route de cette architecture simple, l'essieu rigide avant a été presque totalement abandonné sur les véhicules légers pour pouvoir disposer de roues indépendantes : 
- l'essieu arrière moteur a donné naissance à l'essieu brisé constitué de 2 demi-essieux de part et d'autre du différentiel ;
- les roues avant ont été reliées à des suspensions indépendantes de part et d'autre d'une structure rigide qui n'est plus vraiment l'essieu d'origine ;
- sur une traction avant, l'essieu arrière n'étant que porteur est souvent resté rigide et complété par la barre Panhard ou s'est adapté à des roues indépendantes fixées sur des bras tirés articulés sur un pont rigide.

Essieu automobile
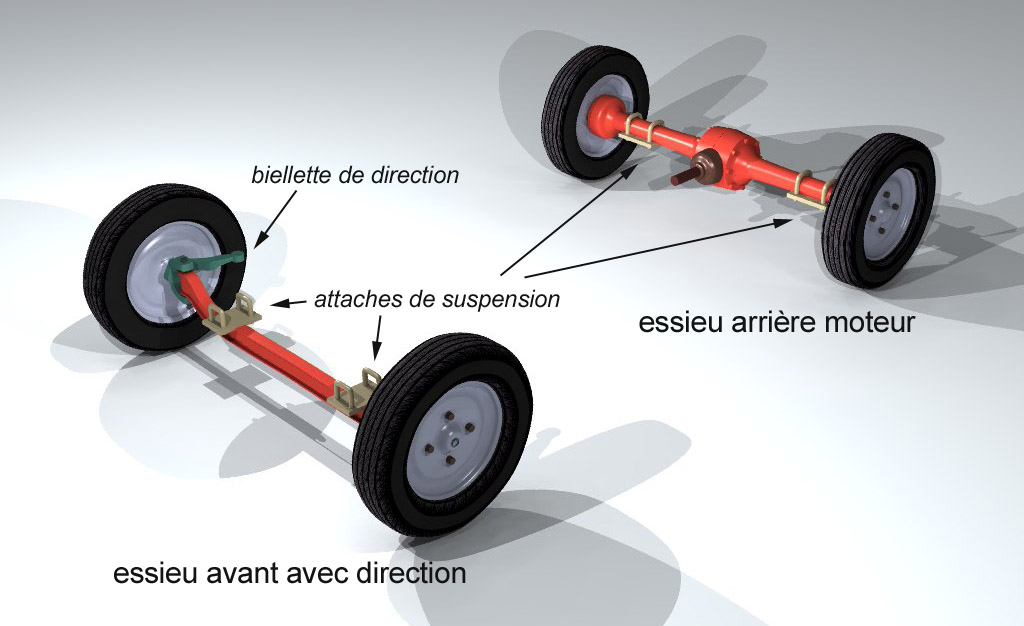
Essieux rigides d'une automobile
Signalisation spécifiant la charge maximale autorisée par essieu.

## Essieu semi-remorque

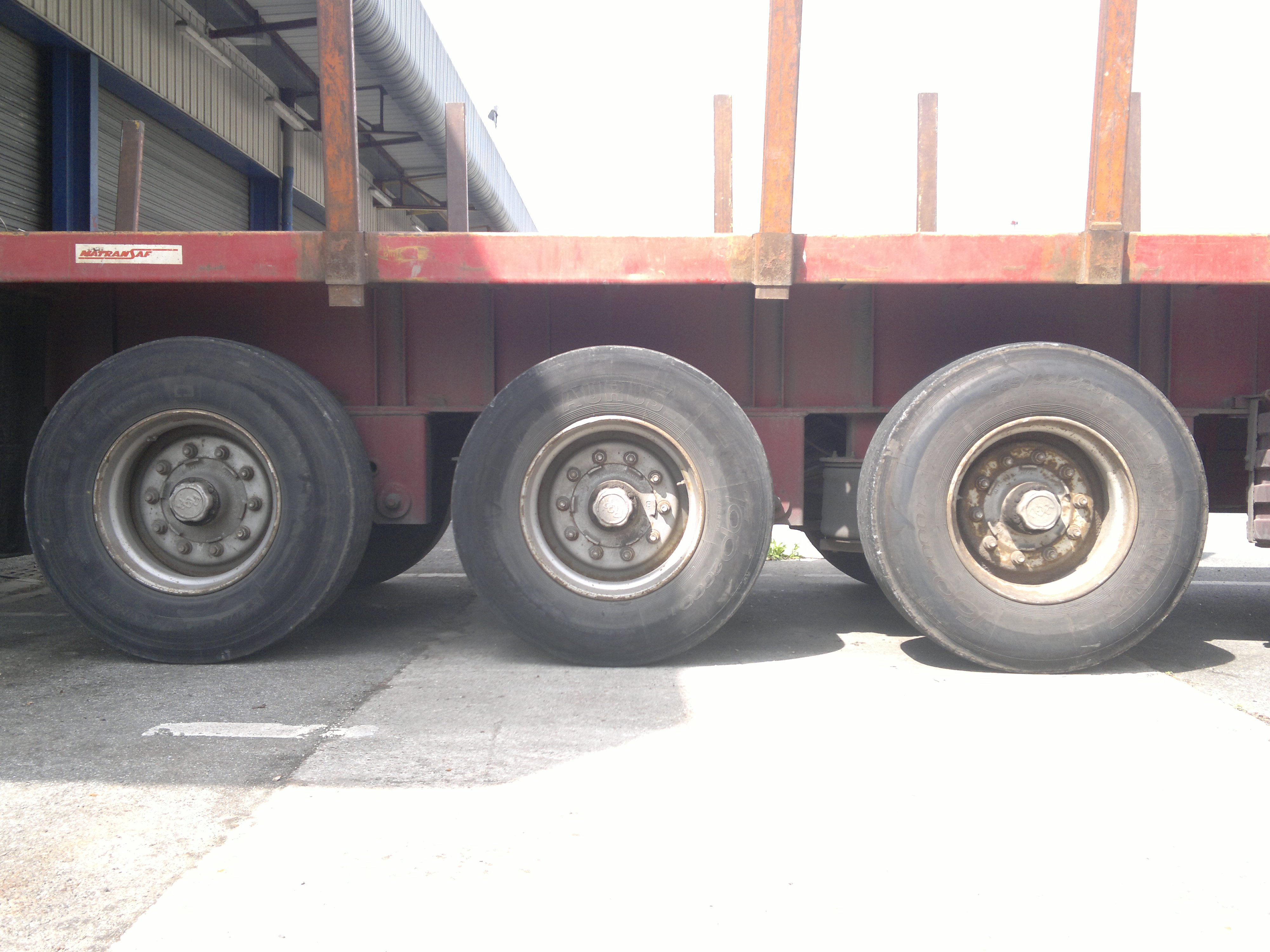
Tridem.

### Définition
Son appellation est la même quel que soit le nombre d'essieux dont elle est équipée. On peut aussi employer le terme « axe » pour désigner un essieu (ex. : une semi-remorque trois axes).
- Une semi-remorque peut être équipée d'un ou plusieurs essieux à roues simples ou jumelées (roues doubles).
- Une semi-remorque est accouplée à un véhicule tracteur routier (abrégé TRR).
- Un tandem correspond à une semi-remorque à deux essieux, un tridem à une semi-remorque à trois essieux.

### Utilisation
Ce système est très courant en Europe, avec un tracteur à deux essieux. Mais ce type de configuration n'est pas autorisé en Amérique du Nord, où la norme est d'un tracteur à trois essieux accompagné d'une remorque d'un jusqu'à six essieux.

### Essieu relevable et autovireur
Certaines semi-remorques sont équipées d'essieux relevables, ainsi que d'essieux autovireurs, voire des deux.
L'essieu relevable est assez courant en Europe, pour limiter les frottements sur la route. Son relevage est de plus en plus automatisé ; il s'effectue en fonction de la charge. L'essieu autovireur (généralement le dernier) est coutumier dans certains pays, comme l'Italie, moins dans d'autres (notamment en France ou au Royaume-Uni) ; son but est de réduire l'usure des pneumatiques dans les courbes. Ces essieux autovireurs se rencontrent fréquemment sur les remorques grumières (transport de troncs d'arbres) extensibles pour faciliter les passages en virages et parfois décliné en un système de bogie. Ces deux systèmes sont aussi utilisés en Amérique du Nord.

### Convois exceptionnels
Les semi-remorques utilisées pour des convois exceptionnels peuvent avoir quatre essieux ou plus.
En France, depuis le 1er janvier 2013, en dehors des convois exceptionnels, le PTRA maximum pour un transport routier est de 44 tonnes, comme pour les transports routiers combinés (maritime/route/train), sans pouvoir dépasser une charge à l'essieu de 12 tonnes, y compris ceux du véhicule tracteur.

## Essieu ferroviaire
Dans le domaine ferroviaire, on distingue deux types d'essieu, l'essieu classique et l'essieu coudé. 
L'essieu classique désigne un « ensemble solidaire composé de 2 roues ferroviaires et d'un axe (aussi appelé essieu nu). » 
L'essieu coudé désigne un ensemble composé de 2 roues ferroviaires et 2 axes indépendants reliés par un élément tiers en général le cadre d'un bogie ou d'un châssis de locomotive. Les 2 roues et les 2 axes sont indépendants, chaque roue étant solidaire d'un des 2 axes. La rigidité de l'ensemble est assurée par l'élément tiers (cadre de bogie par exemple) reliant les 2 éléments indépendants.

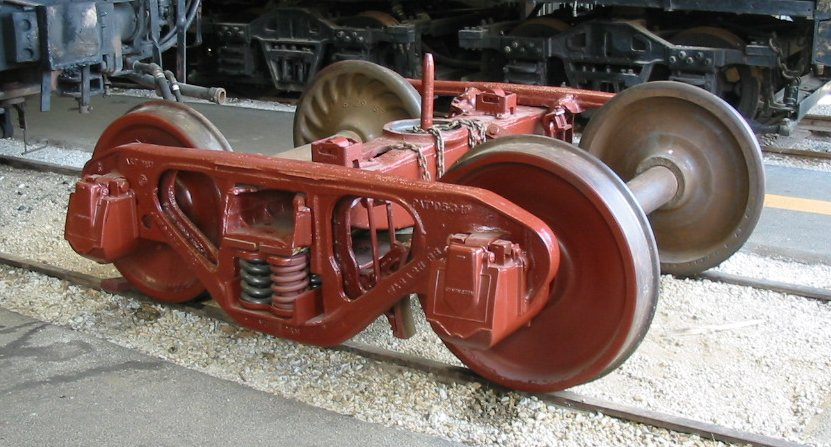
L'ensemble de deux essieux ferroviaires dans un châssis forme un bogie.
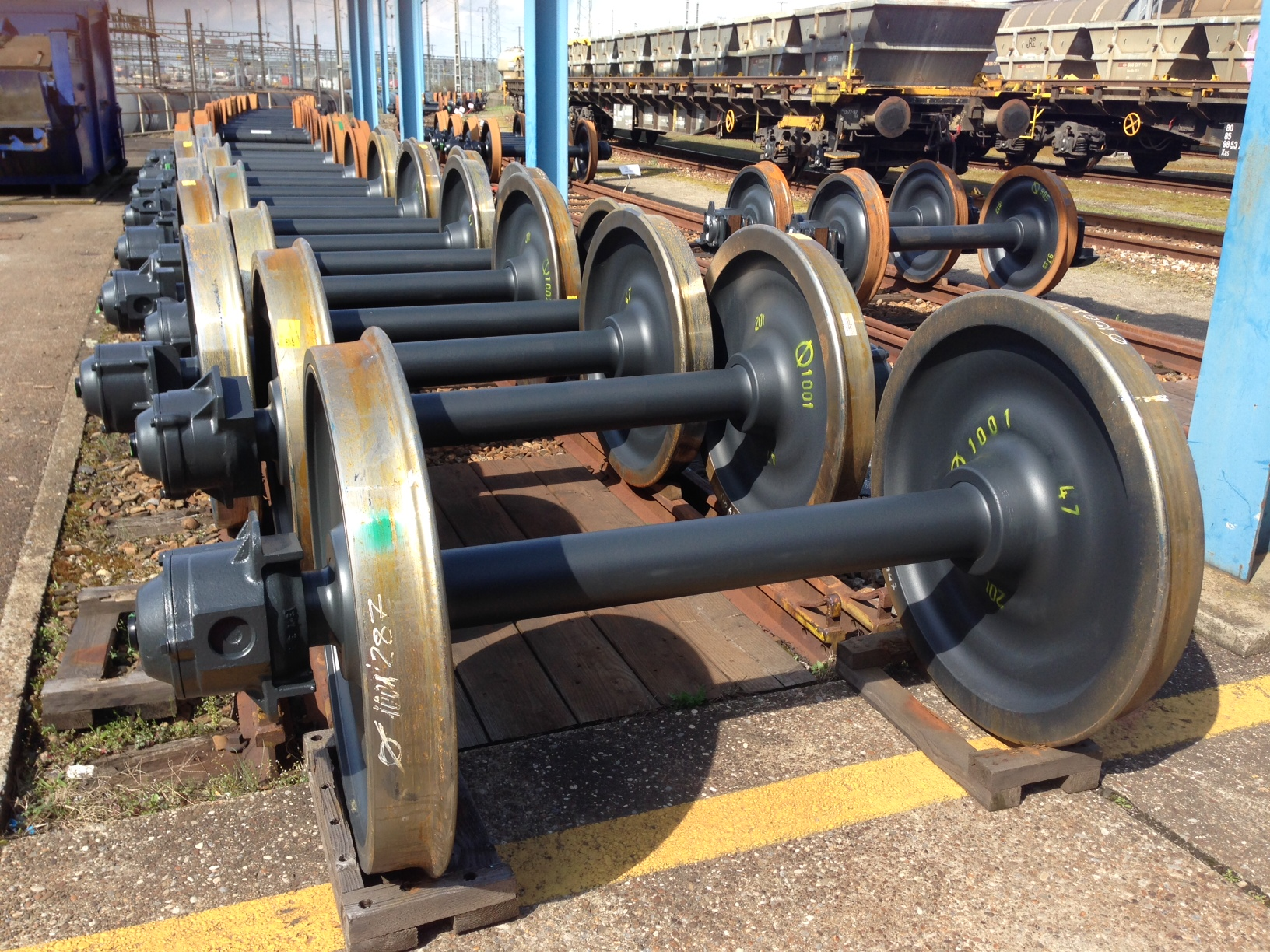
En ferroviaire, les essieux sont des pièces d'usure qu'on stocke sur rails.
Différence entre un essieu classique (en haut) et un essieu coudé (en bas).
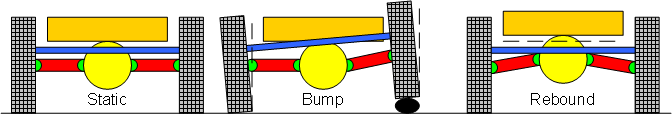
Principe de l'essieu De Dion articulé.

## Essieux d'engins spéciaux
Certains engins tout-terrain agricole, de terrassement ou minier ne comportent pas de direction traditionnelle. Ils ont une articulation centrale qui assure la fonction de direction. Cela leur donne une très grande mobilité malgré les énormes charges transportées. Ces machines ont une charge utile maximum de 25 à 40 tonnes (exemple: Caterpillar 740).
L'essieu du tombereau tout-terrain Liebherr T 282B supporte plus de trois cents tonnes. Il fait partie de la famille des engins à essieux multiples sur châssis rigide qui n'ont pas la possibilité de rouler sur des terrains trop accidentés et peu préparés[réf. nécessaire].